# Andrea Aiuti
Andrea Aiuti, italijanski rimskokatoliški duhovnik, škof in kardinal, * 17. junij 1849, Rim, † 28. april 1905, Rim.

## Življenjepis
22. septembra 1871 je prejel duhovniško posvečenje.
31. marca 1887 je bil imenovan za naslovnega nadškofa Achride in za apostolskega delegata v Indiji; 1. maja istega leta je prejel škofovsko posvečenje.
24. julija 1891 je postal tajnik Kongregacije za propagando vere, 7. junija 1893 za apostolskega nuncija v Nemčiji, 26. septembra istega leta za naslovnega nadškofa Tamiathisa in 26. septembra 1896 za apostolskega nuncija na Portugalskem.
Leta 1903 je bil najprej povzdignjen v kardinala in imenovan za kardinal-duhovnika San Girolamo dei Croati (degli Schiavoni) (22. junij), postal uradnik v Rimski kuriji (november) in ustoličen kot kardinal-duhovnik (12. november).